# Unentschieden
Ein Unentschieden (auch Gleichstand, Remis oder Draw) ist eine Punktgleichheit und/oder ein Ende ohne Sieger bei einem Wettstreit, Ball- oder Brettspiel zwischen zwei Gegnern.
Der Begriff wird vor allem für den endgültigen Abschluss der regulären Wettkampfeinheit im Sport (Spiel, Partie, Match) verwendet. Wenn Spielregeln und der Austragungsart (wie in einem Turnier) es zulassen, kann ein Spiel unentschieden enden, in anderen Fällen, wie im K.-o.-System wird eine Partie durch zusätzliche Maßnahmen wie eine verlängerte Spielzeit oder Strafstöße entschieden. 
Sportreporter verwenden den Begriff häufig auch für den Zwischenstand.

## American Football
Im American Football ist ein Unentschieden außerhalb der Play-offs teilweise möglich. Nach den Regeln der NFL endete zwischen 1920 und 1973 ein Spiel unentschieden, wenn beide Mannschaften nach Ende des vierten Viertels gleich viele Punkte erzielt haben. 1974 wurde die Verlängerung eingeführt, nach der ein Spiel Unentschieden endet, wenn es keiner Mannschaft gelingt nach zwei Verlängerungen Punkte zu erzielen. Seit 2012 endet ein Spiel auch Unentschieden, wenn beide Mannschaften nur in ihrem jeweils ersten Drive ein Field Goal erzielen. Zur Saison 1972 änderte die NFL die Wertung eines Unentschieden. Wurde zuvor noch ein Unentschieden wie ein nicht gespieltes Spiel behandelt, wurde es nun als halber Sieg und halbe Niederlage gewertet. Während die Kansas City Chiefs 1971 mit einer 10-3-1-Bilanz eine Siegquote von .769 (10/13) aufwiesen, hatten die Oakland Raiders mit der gleichen Bilanz in dieser Saison nur noch eine Siegquote von .750 (10,5/14).
Nach den NCAA-Regeln ist ein Unentschieden seit 1996 nicht mehr möglich. Für die Divisions I-AA (heute I FCS), II und III wurde das Unentschieden bereits 1981 abgeschafft.

## Basketball
Ein Unentschieden ist im Basketball schon wegen der schnellen Spielweise und der hohen Punktzahl selten. Die Spielregeln sehen vor, dass die Partie immer wieder verlängert wird, bis ein Sieger feststeht. Es gibt allerdings auch Ausnahmen.

## Boxen
Im Boxen erfolgt ein Unentschieden durch Punktvergabe, wenn der Kampf vorher nicht durch KO, TKO oder Punktentscheidung für einen Sieger und Verlierer beurteilt wurde.

## Cricket
Im Cricket wird zwischen Unentschieden und Remis unterschieden. Nur bei Punktgleichheit der Mannschaften und gleichzeitigem Abschluss des Spiels spricht man von unentschieden (engl. tie). Dies entspricht also dem Unentschieden, wie man es vom Fußball kennt. Wenn aber die Spielzeit abgelaufen ist, ohne dass eine der Mannschaften die Siegbedingung erfüllen konnte, nennt man dies remis (engl. draw). Dies entspricht dann dem Remis im Schach, wo ebenfalls oft trotz Vorteilen für eine Seite der Sieg nicht erzwungen werden kann.

## Fußball
Im Fußball ist ein Unentschieden ein reguläres Endergebnis. Ausnahmen gelten für Turniere nach dem K.-o.-System. In diesem Fall wird das Spiel um zwei verkürzte Halbzeiten verlängert. Teilweise wird auch die Auswärtstorregel angewandt. Steht danach immer noch keine Entscheidung fest, wird diese endgültig im Elfmeterschießen getroffen. Vor der Einführung von Verlängerung und Elfmeterschießen gab es Entscheidungsspiele oder den Losentscheid durch den Schiedsrichter. Mit Einführung der so genannten 3-Punkte-Regel vor der Saison 1995/96 versuchte der Weltverband FIFA die Attraktivität im Fußball durch eine offensivere Spielweise zu steigern. Dabei wurde das Unentschieden gegenüber einem Sieg relativ geringer gewichtet (vormals gab es einen Punkt für ein Remis, zwei Punkte für einen Sieg), wodurch die Mannschaften veranlasst werden sollten, sich nicht mit einer Punkteteilung zufriedenzugeben und verstärkt auf Sieg zu spielen. Gefruchtet hat diese Reform allerdings nicht, schließlich sank die durchschnittliche Anzahl an erzielten Toren in den Folgejahren.

## Schach
Im Schach sind die Begriffe Unentschieden und Remis gleichberechtigt. Ein Patt, bei dem keine weitere Spielentwicklung mehr möglich ist, beendet die Partie endgültig. Die beiden Spieler können sich auf ein Remis einigen, wenn sie eine gleiche Spielstärke ohne Gewinnaussicht voraussehen. Da nicht unbedingt von Punktegleichstand auszugehen ist, kann sich Remis jedoch auch grundsätzlich vom Unentschieden unterscheiden.